# 牛應徵
牛應徵（1618年—17世紀），字叶應，河南彰德府林縣人，明末清初政治人物。

## 生平
牛應徵是萬曆二十二年選貢、代州知州牛任大的幼子，自小資質聰穎，讀書過目不忘，長得俊偉高大、不視家人生產，崇禎十六年（1643年）癸未補行壬午科河南鄉試第二名舉人，同年癸未科進士。入清後在順治二年（1645年）授陽曲縣知縣，能妥善安置路過軍隊，約束驕縱士兵，屬下畏懼如神明，陞禮部主事、郎中，七年（1650年）陞陝西按察司僉事、兵備河東，賀蘭山後的刁爾吉恃著險阨反叛，朝廷出兵討伐，其時他署理寧夏巡撫，委派間諜查探虛實，親自督兵兩天兩夜奔馳五百里，出其不意攻打對方，斬殺刁爾吉後平定亂事。十二年（1655年）陞通政使司右參議，因犯錯辭官回鄉，里居二十多年才去世。

## 引用
1. 1 2  民國《林縣志·卷十二·人物上》：牛應徵，字叶應，任大少子，負異質齒，已齠猶啽然不語，相者見之以為非常器，既受書，目十行並下，終身不忘，崇禎壬午鄉試以第二人魁其經，癸未成進士，國初授陽曲知縣，舉卓異陞禮部主事，歷遷郎中，出為河東兵備道；賀蘭山後刁爾吉恃險逆命，朝廷發兵征討，時應徵署寧夏巡撫，使間諜偵知虛實，親督兵二晝夜馳五百里，掩其不備襲梟逆首以還，刁逆遂平。晉秩通政司右參議，以罣誤歸，里居二十餘年卒。應徵修幹俊偉，不視家人生產，嘗云：「以有盡營無窮，以眾需而裕，獨我不再傳而付之，不可知之子孫與誰何之，豪右甚無謂也。」
2. ↑  民國《林縣志·卷八·選舉》：崇禎……十五年壬午（舉人）……牛應徵 聯捷……十六年癸未（進士） 牛應徵 通政參議
3. ↑  道光《陽曲縣志·卷十二·政畧》：牛應徵，河南林縣進士，順治二年任，才猷精敏，肆應不窮，每大兵過頓置有法，民獲安堵，時晉初定，軍丁驕悍不奉約束，應徵嚴治之無少貸，猾吏奸胥畏如神明，國初時第一循良吏也。
4. ↑  《清世祖章皇帝實錄·卷四十八》：（順治七年三月乙卯）陞……禮部郎中……牛應徵為陝西按察使司僉事、河東兵備道……
5. ↑  《清世祖章皇帝實錄·卷九十四》：（順治十二年十月）甲子陞……陝西河東道僉事牛應徵為通政使司右參議……